# رباح (حمص)
قرية رباح من قرى سوريا الجميلة وتستقر في أحضان جبل الحلو ذو الطبيعة الخلابة، وتتبع إدارياً لحمص، تبعد عن مدينة دمشق 190 كم تقريباً وعن مدينة حمص غربا 35 كم وعن مصيف وبلدة مشتى الحلو 20 كم .
رباح القرية الحالمة في سلسلة الجبال السورية، تتمتع بجودة مناخها وهوائها، وطبيعتها الملائمة لزراعة التفاح، ونظرا للطبيعة الرائعة والمناخ المعتدل في الصيف يرتادوها السياح والزوار وتشتهر بجبالها الموزعة على أكتاف الضيعة حيث (جبل الحلو) يطل بقامته الطويلة على جزء من البحر الأبيض المتوسط وجبل عكّار وقلعة الحصن وبحيرة قطّينة من جهة وكما يطل على مدينة حمص وسهل الحولة وكفر بهم ومدينة حماة من جهة ثانية ويبلغ ارتفاع هذا الجبل (جبل الحلو)عن سطح البحر 1072متر تقريبا.
تصل لقرية رباح الجبلية طرقات متفرعة وحديثة تتغلغل بين جبالها ووديانها وتتعرج طرقاتها الميّآلة لتصلك بين بساتينها الغنية بأشجار التفّاح وينابيعها الموجودة بكثرة وغاباتها المليئة بشجر السرو والصنوبر والكستناء الغابات السورية وبعض الأشجار الحرجية ويشعر الداخل للقرية بعالم هو اشبه مايكون بعالم السحر عندما يرى المرتفعات الجبلية الشاهقة المحروثة وروعة البيوت التي تتشبث بالمدرجّات الجبلية إضافة إلى تميزها بهدوء وسكينة في حضن الطبيعة الصامتة ومناخ جبلي ومياه عذبة ومناظر خلابة تفتن اللالباب.
السكان
عدد سكّان رباح حوالي6399 نسمة وعدد كبير منهم في المهجر موزع بين الولايات المتحدة فرنسا وإسبانيا، ألمانيا، السويد، الأرجنتين، البرازيل.
طبيعة خلابة ومعالم وأثار
من معالم قرية رباح القديمة كنيسة السيدة التي مر على بنائها أكثر من 180 سنة وقلعة أثرية رومانية على ظهر القصير، ما يميز قرية رباح عن غيرها من القرى السورية الثقافة العالية التي يتمتع بها أبناء القرية، فقد أعطت الوطن والمجتمع رجالاً من مسؤولين وأطباء وكهنة وضباط وأساتذة وشعّار تتميز قرية رباح بمناخ بارد شتاءً وغالبا ما تتساقط الثلوج في فصل الشتاء وتكسو القرية برداء أبيض جميل، اما الربيع فهو من أجمل الفصول في القرية وخاصة عندما تزهر بساتين التفاح فتبدو القرية كعروس في زفافها وتنبعث روائح الورد من كل مكان، اما فصل الصيف فيتميز بمناخ معتدل جميل يجذب أهالي القرية الذين خارج القرية والمصطافين مما يرفع عدد سكان القرية إلى حوالي 8000 نسمة، ويوجد في القرية فندق كبير وعدة مطاعم .

## وصلات خارجية
www.rabah.se
‌